# مقاطعة ألبينا (ميشيغان)
مقاطعة ألبينا (بالإنجليزية: Alpena County, Michigan)‏ هي مقاطعة تقع شمالي شبه الجزيرة السلفى بولاية ميشيغان في الولايات المتحدة. تأسست سنة 1857، وبلغ عدد سكانها 29598 نسمة في تعداد عام 2010 حسب إحصاء مكتب تعداد الولايات المتحدة وتصل الكثافة السكانية فيها 21 نسمة/كم2.

## أعلام
- هارفي مارلات

## وصلات خارجية
- www.alpenacounty.org
- United States Counties